# Isabelle Lorédan
Isabelle Lorédan, née le 2 septembre 1966 à Montbéliard, est une nouvelliste et romancière française.

## Biographie
Après des débuts dans des ouvrages collectifs érotiques aux Éditions Blanche et aux Éditions de la Musardine, elle publie plusieurs ouvrages aux Éditions Dominique Leroy, puis chez Harlequin-HQN. Sa nouvelle L'Héroïne délicieuse, parue dans Transports de Femmes, a donné lieu à une lecture dans l'émission radiophonique de Gabrielle Stefanski (RTBF1) Parlez-moi d'amour le 2 avril 2011. En 2013, elle est intervenue dans une émission de France Bleu Creuse pour parler de Secrets de femmes.[pertinence contestée]
En 2015, elle publie un récit-témoignage aux éditions Take Your Chance, Les Bleus au corps. Elle y expose ce que furent les quatre années de sa vie où elle a été confrontée aux violences conjugales. Deux émissions radio lui ont été consacrées, en janvier 2015 sur Radio Shalom Besançon et en avril 2015 sur Fréquence Amitié Vesoul. Le livre fait partie des quatre finalistes en lice pour l'attribution du Prix littéraire de la Ville de Belfort, qui sera attribué le 24 octobre 2015.
Elle s'exprime depuis plus 2004 au travers de son blog, transformé au fil du temps en site d'autrice. Elle contribue à plusieurs médias en ligne pour lesquels elle a rédige des chroniques et est durant neuf ans correspondante pour la presse locale.
Elle est également l'initiatrice du café littéraire des deux Planchers parrainé par Hervé Thiry-Duval, un groupe de lecteurs des médiathèques de Plancher-Bas, Plancher-les-Mines et Champagney, qui reçoit ponctuellement des auteurs francs-comtois. 
Depuis octobre 2021, elle contribue à l'édition française du magazine en ligne Wall Street International à raison d'un article par mois avec des articles essentiellement consacrés à la cause des femmes.